# Barber Motorsports Park

Mapa de Barber Motorsports Park.

Barber Motorsports Park es un autódromo de la localidad de Birmingham, estado de Alabama, Estados Unidos e inaugurado en 2003. El trazado, de 3.700 metros de longitud, fue diseñado por Alan Wilson. El Barber Vintage Motorsports Museum es un museo anexo a la pista, que cuenta con más de 1.300 automóviles y motocicletas de carreras, y posee el récord Guinness al mayor museo de motocicletas.
El circuito ha recibido a la Grand-Am Rolex Sports Car Series desde 2003 hasta 2013, el Gran Premio de Alabama de IndyCar Series desde 2010, el Campeonato de la AMA de Superbikes, Fórmula 4 USA, carreras de automóviles históricos, entre otros. Asimismo, varias escuelas de pilotaje lo usan para entrenar a pilotos.

## Ganadores

### Indy Lights
| 2010 | Jean-Karl Vernay                       |                                        |                                        |
| 2011 | Víctor García                          |                                        |                                        |
| 2012 | Sebastián Saavedra                     |                                        |                                        |
| 2013 | Carlos Muñoz                           |                                        |                                        |
| 2014 | Zach Veach (primera carrera)           |                                        |                                        |
| 2014 | Gabby Chaves (segunda carrera)         |                                        |                                        |
| 2015 | Spencer Pigot (ambas carreras)         |                                        |                                        |
| 2016 | Ed Jones (primera carrera)             |                                        |                                        |
| 2016 | Santiago Urrutia (segunda carrera)     |                                        |                                        |
| 2017 | Nico Jamin (primera carrera)           |                                        |                                        |
| 2017 | Colton Herta (segunda carrera)         |                                        |                                        |
| 2018 | Pato O'Ward (ambas carreras)           |                                        |                                        |
| 2019 | No se realizó.                         | No se realizó.                         | No se realizó.                         |
| 2020 | Cancelado por la pandemia de COVID-19. | Cancelado por la pandemia de COVID-19. | Cancelado por la pandemia de COVID-19. |
| 2021 | Linus Lundqvist (primera carrera)      |                                        |                                        |
| 2021 | David Malukas (segunda carrera)        |                                        |                                        |